# Gwansang
Série
The Princess and the Matchmaker
(2018)
Pour plus de détails, voir Fiche technique et Distribution.
Gwansang (hangeul : 관상 ; hanja : 觀相 ; MR : Kwansang ; litt. « Physiognomonie ») est un film historique sud-coréen réalisé par Han Jae-rim, sorti en 2013.
C'est le premier volet d'une trilogie inspirée des traditions coréennes de diseurs de bonne aventure et produite par Jupiter Film, le deuxième volet étant The Princess and the Matchmaker (2018) et le troisième Fengshui (2018).

## Synopsis
L'histoire prend place en 1455, pendant le règne de Sejo, de la dynastie Joseon. Elle met en scène la vie de Nae-Kyung, le fils d'une noble famille qui a connu des revers de fortune. 
Nae-Kyung possède un talent bien particulier : étudiant en physiognomonie, il est capable d'évaluer la personnalité d'une personne et de deviner ses habitudes rien qu'en observant son visage. Ce qui lui vaut d'être mêlé à des luttes de pouvoir au sommet de l'État…

## Fiche technique
Sauf indication contraire ou complémentaire, les informations mentionnées dans cette section peuvent être confirmées par la base de données KMDb
- Titre original : 관상
- Titre anglais : The Face Reader
- Titre français : Gwansang
- Réalisation : Han Jae-rim
- Scénario : Kim Dong-hyeok
- Musique : Lee Byeong-woo
- Décors : Lee Ha-jun
- Costumes : Sim Hyeon-seop
- Photographie : Go Nak-seon
- Montage : Kim Chang-ju
- Production : Kim Woo-Jae
- Société de production : Jupiter Film
- Société de distribution : Snowbox/Mediaplex
- Pays de production :  Corée du Sud
- Langue officielle : coréen
- Format : couleur - 2.35 : 1 - 35 mm
- Genre : historique
- Durée : 142 minutes
- Date de sortie : Corée du Sud : 11 septembre 2013

## Distribution
- Song Kang-ho : Nae-gyeong
- Lee Jung-jae : Prince Sejo
- Baek Yoon-sik : Kim Jongseo
- Kim Hye-su : Yeon-hong
- Lee Jong-suk : Jin-hyeong, fils de Nae-gyeong
- Jo Jung-suk : Paeng-heon, beau-frère de Nae-gyeong
- Lee Ae-rin : Hong-dan
- Kim Eui-sung : Han Myung-hoi

## Accueil

### Sortie
7294 spectateurs assistent en avant-première du film avant sa sortie nationale, le 11 septembre 2013.

### Box-office
Le premier week-end de sa sortie nationale, il se place à la première place avec 2599329 spectateurs. En pleine fête de la récolte appelée le Chuseok en corée du Sud, 3642475 spectateurs en profitent pour voir ce film pour cumuler 6873583 entrées dans 1239 salles en ce second week-end : c'est le quatrième film le plus rapide de l’histoire du cinéma coréen après Snowpiercer, le Transperceneige (설국열차, 2013), The Thieves (스파이, 2013) et The Host (괴물, 2006).

## Distinction

### Récompense
- Blue Dragon Film Awards 2013[3],[4] : meilleur acteur dans un second rôle pour Lee Jeong-jae